# Räimaste
Räimaste – wieś w Estonii, w prowincji Saare, w gminie Pihtla.